# Christian Bäckman
Christian Bäckman, född 28 april 1980 i Alingsås, är en före detta svensk professionell ishockeyspelare som spelade som back.
Christian spelade sedan säsongen 2009–10 till säsongen 2014-2015 i Frölunda HC. Andra klubbar han representerat är St. Louis Blues, New York Rangers och Columbus Blue Jackets.
Den 24 augusti 2015 meddelade Bäckman att hockeykarriären är över.

## Meriter
- OS-guld 2006
- SM-guld 2005
- VM-silver 2004
- VM-brons 2010

## Klubbar
- Frölunda HC 2009–15
- Columbus Blue Jackets 2008–09
- New York Rangers 2007–08
- St. Louis Blues 2002–2004, 2005-2008
- Worcester IceCats 2002–03 – 2003–04
- Gislaveds SK 1999–00
- Frölunda HC 1996–97 – 2001–02, 2004–05